# Tour Cristal
La tour Cristal est un gratte-ciel de bureaux construit en 1990 dans le quartier du Front de Seine, dans le 15e arrondissement de Paris, en France. Elle est située à proximité immédiate du pont de Grenelle, en bordure de la Seine.

## Historique
Datant de 1990, c'est la dernière tour construite sur le Front de Seine, au 7-11, quai André Citroën. Pour sa conception, les architectes se sont inspirés de travaux sur la lumière du peintre Salvador Dalí. En effet, à l'origine, sa façade de verre à pans coupés en faisait une des tours les plus reconnaissables du Front de Seine, avec la tour Totem.
Cette construction intervient tardivement dans le projet d'urbanisme du quartier, à la suite de divers changements du cahier des charges. L'idée d'une tour à usage d'habitation, nommée H16 sur les plans, est abandonnée en 1972 au profit d'une tour de bureaux (B16) de forme circulaire, ovale ou hexagonale, qui pourrait dépasser de 40 étages ses voisines pour atteindre une hauteur de 140 mètres. Celle-ci était destinée à héberger le Centre d'Informations Télévisées (CIT), faisant ainsi face à la Maison de la Radio, située sur l'autre rive de la Seine. En 1974, l'ORTF renonce à s'implanter sur ce lieu, tandis que la hauteur du bâtiment fait débat. En 1976, une nouvelle consultation d'architectes est lancée pour un immeuble d'habitation de moins de 100 mètres qui se révèlera, 3 ans plus tard, non conforme au nouveau plan d'occupation des sols, limitant la hauteur des futures constructions du secteur à 37 mètres. Il faut attendre 1985 pour que le Conseil municipal permette de finaliser la construction sur le principe d'une tour de bureaux, inscrite dans un cylindre ne pouvant excéder 45 mètres de diamètre pour 126 mètres de hauteur.

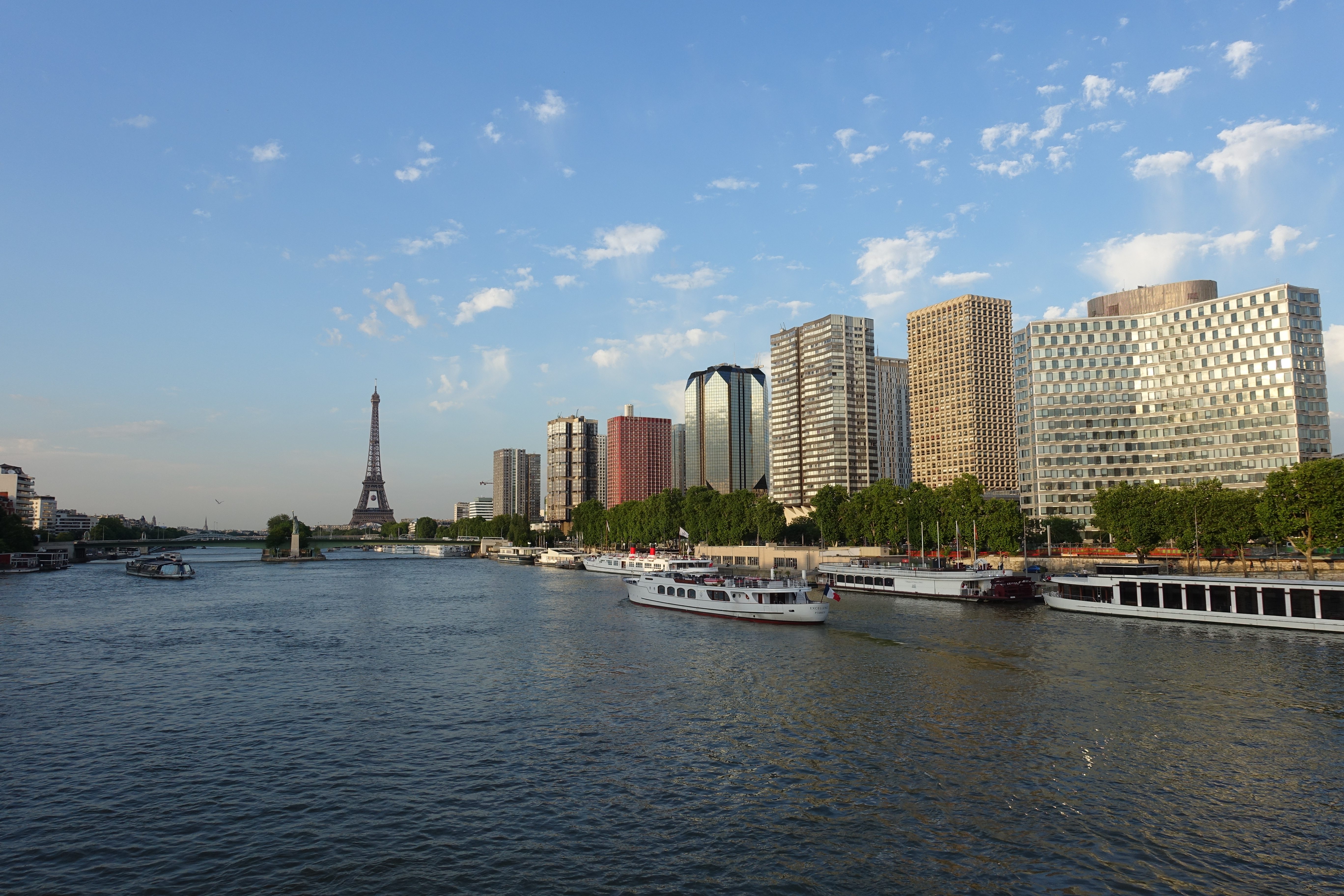
La tour Cristal, en 2016 toujours couverte de verre réfléchissant, au milieu du Front de Seine.

Réalisée en 1990, sur les plans du cabinet d'architectes Le Bail et Penven, la tour Cristal présente des façades « en mur-rideau, dotées de vitrage réfléchissant de teinte bleue, d'une lame d'air ventilée, d'un isolant en laine de roche et d'un voile de béton » qui évoquent un minéral, faisant de ce gratte-ciel à la française, de taille limitée, « un objet architectural fort, lumineux, renforçant le site et jouant le rôle de signal ».  
Entre 2007 et 2010, le bâtiment fait l'objet d'une première réhabilitation importante, tout en préservant sa façade à pans de verre. On y réalise des travaux de désamiantage et l'intérieur est entièrement rénové. Les performances énergétiques sont notamment significativement améliorées par l'adjonction de deux puits de géothermie qui fournissent du chaud et du froid en fonction de la saison, ainsi qu'un récupérateur d'énergie qui fournit jusqu'à 30 % des besoins pour les ascenseurs.
En 2021, le rez-de-chaussée est totalement réaménagé, avec l'ouverture de baies vitrées sur l'extérieur et la création d'une mezzanine.

## Restructuration
Bien qu'elle soit la seule tour du Front de Seine réalisée après le choc pétrolier, la volonté des commanditaires est d'améliorer encore les performances environnementales du bâtiment.
En 2022, un permis de construire est accordé. Cette restructuration très importante est entreprise par l'agence d'architecture danoise Bjarke Ingels Group (BIG) et l'agence Anthony Béchu et associés. On lui donne notamment une forme plus cylindrique, des ouvertures, des balcons et une toiture partiellement végétalisée. Le chantier procède à la dépose définitive des vitrages à pans coupés, d'un bleu réfléchissant, qui conféraient à la tour « Cristal » son identité visuelle de la fin du XXe siècle et en faisaient un bâtiment emblématique des années 90.